# Thaleria
Thaleria là một chi nhện trong họ Linyphiidae.